# Олександрівка (Володимирівська сільська громада)
Олекса́ндрівка — село в Україні, у Володимирівській сільській громаді Баштанського району Миколаївської області. Населення становить 403 особи.